# HD 196885
HD 196885 är en dubbelstjärna i den mellersta delen av stjärnbilden Delfinen. Den har en skenbar magnitud av ca 6,39 och är mycket svagt synlig för blotta ögat där ljusföroreningar ej förekommer. Baserat på parallax enligt Gaia Data Release 2 på ca 29,2 mas, beräknas den befinna sig på ett avstånd på ca 117 ljusår (ca 34 parsek) från solen. Den rör sig närmare solen med en heliocentrisk radialhastighet på ca -30 km/s. och beräknas ligga på ett avstånd av 52,5 ljusår om 836 000 år.

## Egenskaper
Primärstjärnan HD 196885 A är en gul till vit stjärna i huvudserien av spektralklass F8 V.  Den har en massa som är ca 1,3 solmassor, en radie som är ca 1,5 solradier och har ca 2,7 gånger solens utstrålning av energi från dess fotosfär vid en effektiv temperatur av ca 6 300 K.
Följeslagaren HD 196885 B, som upptäcktes 2006 med NaCo på VLT, är en röd dvärgstjärna separerad med 0,6 bågsekunder från primärstjärnan. Härledda omloppsdata för paret ger en omloppsperiod av 72 år, en halv storaxel av 21 AE, och en excentricitet av 0,42. Den har en spektralklass i området M1V till M3V och en massa som är 45 procent av solens.
Stjärnan BD+10 4351B, som ligger 192 bågsekunder från HD 196885 ligger på samma avstånd från solen och kan vara en fysiskt bunden följeslagare, i vilket i så fall gör HD 196885 till en trippelstjärna.

## Planetsystem
År 2004 tillkännagavs en exoplanet som kretsar kring stjärnan i en 386-dygns omloppsbana.  Uppföljningsarbete som publicerades 2008 bekräftade inte den ursprungliga observationen utan fann istället bevis för en planet på en 3,63 års omloppsbana. Detta objekt har en uppskattad massa minst tre gånger så stor som planeten Jupiter. Störning från följeslagaren i systemet kan ha drivit planeten in i en bana med hög lutning.
| Planet | Massa           | Halv storaxel (AE) | Siderisk omloppstid (d) | Excentricitet | Inklination | Radie |
| ------ | --------------- | ------------------ | ----------------------- | ------------- | ----------- | ----- |
| b      | ≥2,98 ± 0,05 MJ | 2,6± 0,1           | 1 360,0 ± 3,7           | 0,48 ± 0,02   | -           | -     |